# Maria Luisa Hayem

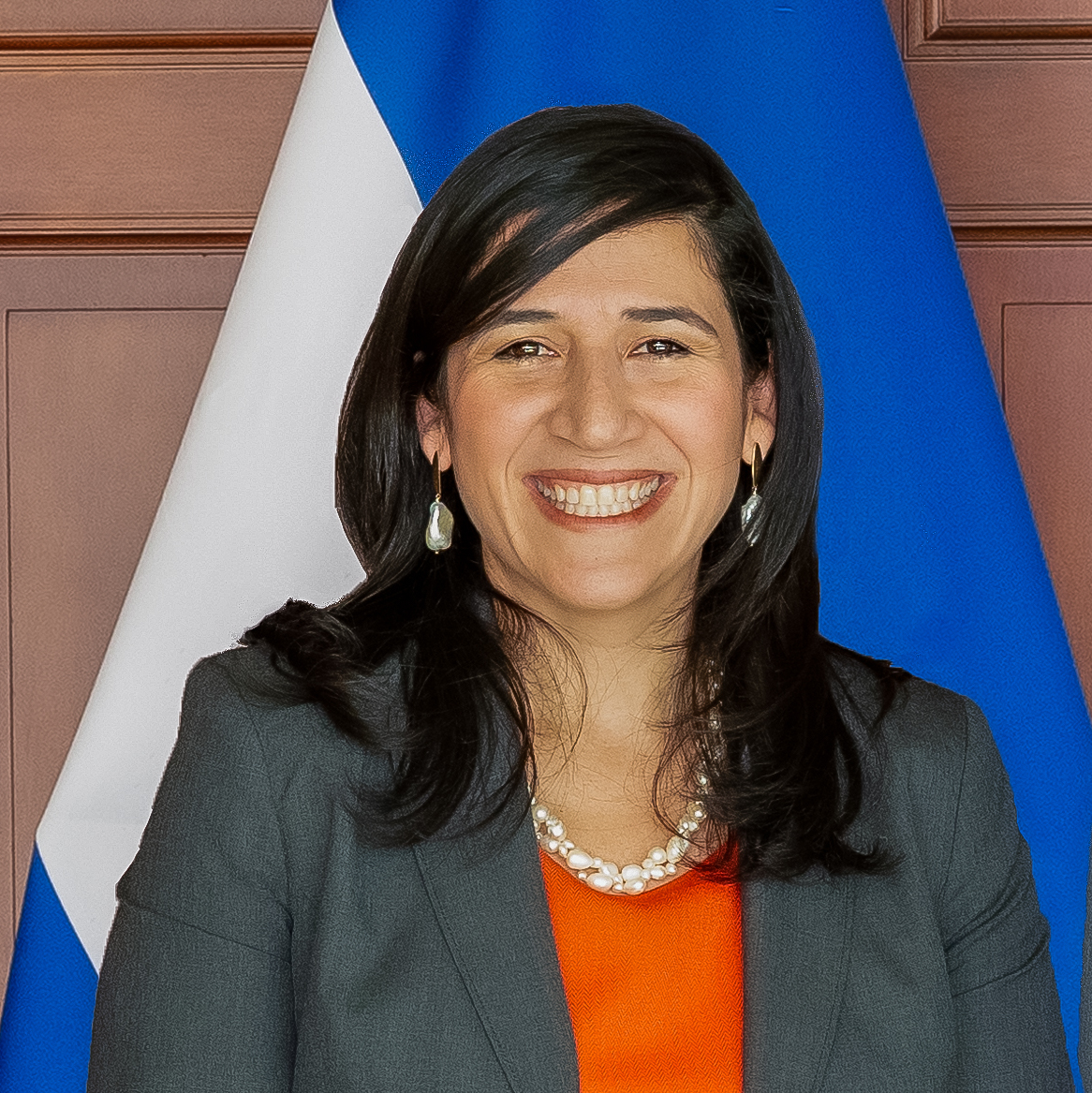
Maria Luisa Hayem

Maria Luisa Hayem Brevé (* 23. Oktober 1972) ist eine salvadorianische Politikerin. Die studierte Ökonomin, die an der Tufts University und der Sorbonne ausgebildet wurde, vertrat mehrere Jahre im diplomatischen Dienst ihr Heimatland bei der Welthandelsorganisation in Genf. Nach Tätigkeiten für NGOs und als selbständige Beraterin berief Präsident Nayib Bukele sie 2019 als Wirtschaftsministerin in sein Kabinett.

## Leben und Karriere
María Luisa hat einen Master-Abschluss in Recht und Diplomatie von der Fletcher School of Law and Diplomacy der Tufts University (USA) mit Schwerpunkt auf Wirtschaftsentwicklung und International Business. Sie erwarb ihren Bachelor-Abschluss in Wirtschaftswissenschaften an der Escuela Superior de Economía y Negocios (ESEN) (El Salvador) und verfügt über ein Zertifikat in Projektmanagement von der Georgetown University (USA) sowie ein Französisch-Sprachdiplom von La Sorbonne (Frankreich). Im Jahr 2019 wurde sie Wirtschaftsministerin von El Salvador, wo sie die Bemühungen der Regierung zur Schaffung eines günstigen Geschäftsklimas zur Steigerung privater und öffentlicher Investitionen leitet, koordiniert und überwacht. Exporte steigern; Förderung von Innovation und Einführung von Technologie zur Steigerung der Produktivität; Förderung des Wachstums und der Umstellung von Kleinst-, Klein- und Mittelunternehmen; und die Schaffung von mehr und besseren Arbeitsplätzen erleichtern. María Luisa Hayem Brevé verfügt über mehr als fünfzehn Jahre Erfahrung in den Bereichen Handel, finanzielle Inklusion und wirtschaftliche Entwicklungsstrategien. Sie begann ihre Karriere 2003 als Beraterin der Ständigen Vertretung El Salvadors bei der Welthandelsorganisation (WTO) in Genf, Schweiz. Von 2009 bis 2016 arbeitete sie für die Interamerikanische Entwicklungsbank (IDB) und anschließend für die Consultative Group to Assist the Poor (CGAP) in Washington, D.C., wo sie Projekte leitete, um den Zugang zu Finanzprodukten und -dienstleistungen für unterversorgte Bevölkerungsgruppen in Lateinamerika, der Karibik und Afrika zu erweitern.